# Therese von Miltitz
Therese von Miltitz (* 16. November 1827 in Dresden; † 1. Februar 1912 in Schwerin) war Tochter von Karl Borromäus von Miltitz und seiner Frau Auguste, geb. von Watzdorf. 
1845 wurde sie Hofdame der sächsischen Kronprinzessin Amalie, deren Oberhofmeisterin ihre Mutter gewesen war.
Sie war musikalisch und literarisch interessiert. So beschäftigte sie sich intensiv mit Notker, dem Übersetzer und Psalmenkommentator (um 950 bis 1022) von St. Gallen. Schon früh engagierte sie sich für die Altkatholiken, doch verstärkte sie das besonders, nachdem sie Ende der 1870er Jahre nach Bonn gezogen war. Außerdem engagierte sie sich für die Bildung altkatholischer Frauenvereine. Der Frauenverein in Karlsruhe wurde auf ihre Anregung hin gegründet. Ende der 1880er Jahre gründete sie einen „Missionsfonds zur Ausbildung altkatholischer Krankenpflegerinnen für erkrankte Altkatholiken in der Diaspora“. 